# 9098 Toshihiko
A 9098 Toshihiko (ideiglenes jelöléssel 1996 BQ3) a Naprendszer kisbolygóövében található aszteroida. Takao Kobajashi fedezte fel 1996. január 27-én.